# Secondo Lancellotti
Secondo Lancellotti (* 19. März 1583 in Perugia; gest. 13. Januar 1643 in Paris) war ein italienischer Benediktiner und Geschichtsschreiber.

## Leben
Secondo Lancellotti wurde als zweiter von vier Brüdern geboren und auf den Namen Vincenzo getauft.  Er studierte im Kloster Monte Morcino in Perugia unter der Leitung von Marco Antonio Bonciari.  Nach dem Profess im April 1599 setzte er seine theologische Studien unter Anleitung von Abt Lorenzo Salvi in Monte Morcino fort. 1605 lernte er bei einem Aufenthalt in der Abtei Monte Oliveto Maggiore Kardinal Federico Borromeo kennen. Im folgenden Jahr wurde er in das Benediktinerkloster in Siena geschickt, um weiter Theologie zu studieren. Nach dem Kapitel von 1608 wurde er in das Kloster S. Benedetto Novello in Padua geschickt, wo er sich die drei folgenden Jahre als Prediger und Lehrer aufhielt. 1611 war er Kanzler unter Generalabt Lorenzo Salvi. 1612 kam es zu einem Zerwürfnis  mit Salvi, und Lancelotti wurde nach Arezzo versetzt. Es folgten wechselnde Aufenthalte an verschiedenen Benediktinerklöstern und Reisen als Prediger durch Italien, nach Lyon und Paris. Als Mitglied mehrerer Akademien nahm er am gelehrten Leben seiner Zeit regen Anteil. Berühmt sind seine Werke: L’Hoggidì overo il mondo non peggiore né più calamitoso del passato (1623), Farfalloni de gl’antichi historici (1636) und Chi l’indovina è savio (1640).

## L’Hoggidì
In seiner Abhandlung L’Hoggidì overo il mondo non peggiore né più calamitoso del passato (1623, Nachdrucke 1627, 1630 und 1637) verkündete Lancellotti unter der Devise „nunc“ die Überlegenheit seines Jahrhunderts über die Vergangenheit. 
L’Hoggidì gelangte weit über Italien hinaus zu Berühmtheit. Sieur Daniel de Rampalle (1603?–1660?) veröffentlichte 1641 in Paris Erreur combattue. Discours academique ou il est curieusement prouvé que le monde ne va point de mal en pis. Allein schon der Titel genügt, um erkennen zu lassen, welches Werk Rampalle als Vorlage gedient hatte. Überdies erwähnt er im Text den „Abate Olivetano“, ohne allerdings zu sagen, dass es sich bei dem Abt um Lancellotti handelt.
Bereits wenige Jahre nach dem Erscheinen des Erstdruckes von L’Hoggidì wies der damalige Archidiakon von Surrey, George Hakewill in der zweiten Auflage seines Werkes An Apologie or Declaration of the Power and Providence of God in the Government of the World seine Leser auf L’Hoggidì hin, das ihm vor dem Neudruck seiner Apologie noch nicht bekannt gewesen war. Um ihr Interesse zu erwecken, druckt er das Inhaltsverzeichnis Lancellottis in Übersetzung ab und spricht den Wunsch aus, dass bald einer seiner Landsleute das Werk selbst ins Englische übersetzen möge.

## Schriften
- Historiae olivetanae. ex Typographia Gueriliana, Venetiis 1623 (Latein, digitale-sammlungen.de).
- L’hoggidì ouero il mondo non peggiore né più calamitoso del passato. Guerigli, Venezia 1623 (google.it).

Neuausgabe: L'hoggidi overo gl'ingegni moderni non inferiori à'passati. Ed. Marco Baroncelli, Enrico Benvenuti und Bert de Beuk. La Fondatione Longhi 1999.
- Il Mercurio olivetano ovvero La Guida per le strade dell’Italia per le quali sogliono passare i monaci olivetani. Angelo Bartoli, Perugia 1628 (google.it).
- L’hoggidi ouero gl’ingegni non inferiori a’ passati. Guerigli, Venezia 1636 (google.it).
- Farfalloni de gli antichi Historici. Giacomo Sarzina, Venezia 1636 (google.it).
- Chi l’indovina è savio overo La prudenza humana fallacissima. Libri otto. Guerigli, Venezia 1640 (google.it).
- L’Orvietano per gli Hoggidiani, cioè per quelli, che patiscono del male dell’Hoggidianismo. Teodoro Pepingué, Paris 1641 (google.it).
- Les impostures de l’histoire ancienne et profane. Band 1. J. P. Costard, Paris 1770 (google.it).
- Les impostures de l’histoire ancienne et profane. Band 2. J.P. Costard, Paris 1770 (google.it).
- Secondo Lancelotti: Vita in prosa e in versi . Introduzione, testi inediti e note a cura di Marta Savini. Silva, Roma [1971]. (Critica e storia.7.)